# Stephanie Ortwig
Stephanie Ortwig (verehelichte Stephanie Probst, * 28. Januar 1973 in Remscheid) ist eine ehemalige deutsche Schwimmerin, die bis 1990 für die Bundesrepublik Deutschland startete.

## Leben
Stephanie Ortwig ist die Tochter der Pächter des Schwimmbad-Restaurants in Remscheid-Lennep und konnte bereits mit drei Jahren schwimmen, während ihrer sportlichen Laufbahn trat sie für die SG Remscheid an.
Bei den Deutschen Meisterschaften 1988 gewann sie auf den Strecken von 200 bis 800 Meter Freistil drei Titel, eine Woche später siegte sie bei den Junioreneuropameisterschaften über 200 und 400 Meter Freistil und schwamm dabei über 200 Meter mit 1:59,92 min als erste bundesdeutsche Schwimmerin auf einer 50-Meter-Bahn unter zwei Minuten. Bei den Olympischen Spielen 1988 in Seoul verpasste sie lediglich über die 800-Meter-Strecke das A-Finale. Über 200 Meter Freistil, 400 Meter Freistil und mit der 4-mal-100-Meter-Freistilstaffel belegte sie jeweils den siebten Platz.
1989 und 1990 gewann Stephanie Ortwig jeweils die Meistertitel über 200 und 400 Meter Freistil. Im Januar 1991 bei den Weltmeisterschaften in Perth starteten erstmals seit 1964 alle deutschen Schwimmer und Schwimmerinnen in einer Mannschaft. In der 4-mal-200-Meter-Staffel schwammen mit Kerstin Kielgaß, Manuela Stellmach und Dagmar Hase drei Schwimmerinnen, die bis 1990 für die DDR angetreten waren. Im Finale der Weltmeisterschaften war Stephanie Ortwig die Schlussschwimmerin, die die deutsche Staffel vor den Staffeln aus den Niederlanden und aus Dänemark zum Titel schwamm. Im Einzel über 200 m Freistil belegte sie Platz 5.